# التهاب الدماغ الخيلي الشرقي
الْتِهابُ الدِّماغِ الخَيلِيُّ الشَّرْقِيّ، المعروف أيضًا باسم تريبل E أو داء النوم (يجب عدم الخلط بينه وبين داء المثقبيات الأفريقي)، هو مرض ناجم عن فيروس من عائلة الفيروسات الطخائية ذات المنشأ الحيواني التي تنتقل عبر البعوض الموجود في أمريكا الشمالية والوسطى والجنوبية ومنطقة البحر الكاريبي. عُرف التهاب الدماغ الخيلي الشرقي لأول مرة في ولاية ماساتشوستس بالولايات المتحدة في عام 1831، عندما مات 75 حصانًا بشكل غامض جرائ التهاب الدماغ الفيروسي. استمرت الأوبئة بالانتشار عند الخيول بشكل منتظم في الولايات المتحدة. يمكن أن يصيب أيضًا الحمير والحمير الوحشية. بسبب ندرة المرض، قد يكون لانتشاره تأثير اقتصادي مهم سببه خسارة الخيول والدواجن المصابة. يوجد حالات إصابة بالتهاب الدماغ الخيلي الشرقي اليوم في الجزء الشرقي من الولايات المتحدة وغالبًا ما يحدث في مناطق السهول الساحلية، فالمرض موجود بشكل شائع في دول الساحل الشرقي وساحل الخليج. في فلوريدا، توجد حالة واحدة أو حالتين يُبلغ عنها عند البشر سنويًا مقابل الإبلاغ عن أكثر من 60 حالة من حالات التهاب الدماغ عند الخيول. في السنوات التي تكون فيها الظروف مواتية لانتشار المرض، يكون عدد حالات الخيول أكثر من 200 حالة. يعد تشخيص التهاب الدماغ في الخيول أمرًا صعبًا بسبب تشابه العديد من أعراضه مع أعراض أمراض أخرى، وقد يكون المرضى لا عرضيين أيضًا. قد تتطلب التأكيدات عينة من السائل الدماغي أو خزعة من الأنسجة الدماغية، حتى لو اسُتخدمت الأشعة المقطعية (CT) ومسح الرنين المغناطيسي (MRI) للكشف عن التهاب الدماغ. قد يكون ذلك مؤشرًا على أهمية الحاجة إلى التأكد من وجود إصابة بالتهاب الدماغ الخيلي الشرقي. إذا أُخذت خزعة من سائل العمود الفقري الدماغي، تُرسَل إلى مختبر متخصص من أجل إجراء التحاليل المناسبة لتشخيص المرض.
يرتبط فيروس التهاب الدماغ الشرقي ارتباطًا وثيقًا بفيروس التهاب الدماغ الخيلي الفنزويلي وفيروس التهاب الدماغ الخيلي الغربي.

## العلامات والأعراض
يمكن أن تظهر أعراض الإصابة بالفيروس إما جهازيًا أو دماغيًا، وذلك اعتمادًا على عمر المصاب. تتضمن الأعراض الدماغية تورم الدماغ (الوذمة الدماغية)، وقد يكون دون أعراض، بينما يحدث المرض الجهازي بشكل مفاجئ. عادةً ما يُشفى المصابون بالمرض الجهازي في غضون أسبوع إلى أسبوعين. وفي حين أن التهاب الدماغ أكثر شيوعًا بين الرضع، لكنه يظهر عادة عند البالغين والأطفال بعد تعرضهم لإصابة جهازية. تشمل الأعراض ارتفاع درجة الحرارة وألم عضلي وتغير الحالة العقلية والصداع وتهيج السحايا ورهاب الضوء والنوبات، وتظهر هذه الأعراض بعد 3-10 أيام من لدغة البعوض المصاب. نظرًا لتأثير الفيروس على الدماغ، قد يعاني المرضى الذين لا يقتلهم المرض من إعاقات عقلية وجسدية، مثل اضطرابات الشخصية، والشلل، والنوبات، والإعاقة الذهنية.

## المسبب

### الفيروس
عُزل العامل المسبب (الذي عُرّف لاحقًا بأنه من عائلة الفيروسات الطخائية) في البداية من أدمغة الخيول المصابة في عام 1933. كانت أول حالات الإصابة البشرية المؤكدة عندما تسبب الفيروس بموت 30 طفلًا بسبب التهاب الدماغ في شمال شرق الولايات المتحدة. تزامنت هذه الحالات مع تفشي إصابات الخيول في نفس المناطق. معدل الوفيات عند البشر هو 33%، ولا يوجد علاج معروف للإصابات البشرية. يحتوي هذا الفيروس على أربعة اختلافات في الأنواع بحسب السلالات. السلالة الأكثر شيوعًا التي تصيب الإنسان هي المجموعة 1، والتي تعتبر مستوطنة في أمريكا الشمالية ومنطقة البحر الكاريبي، بينما توجد السلالات الثلاثة الأخرى، وهي المجموعات 2A و2B و3، عادةً في أمريكا الوسطى والجنوبية، وتسبب الإصابة عند الخيول.
قد يكون كل من هذين الفرعين الحيويين (الكلادَين) بالفعل فيروسات مختلفة؛ إذ يبدو أن سلالات أمريكا الشمالية أحادية النمط مع معدل طفرة يبلغ 2.7 × 10-4 بدائل/موقع/سنة (s / s / y). يبدو أنها تشعّبت عن سلالات أخرى منذ 922 إلى 4856 سنة مضت. تنقسم السلالات الأخرى إلى قسمين رئيسيين وقسم ثالث أصغر. تشعّب الفرعان الحيويان الرئيسيان (الكلادَين) بين 577 و 2927 سنة. قُدّر معدل الطفرة في الجينوم بـ 1.2 × 10−4 بدائل/موقع/سنة.